# Eudorylas dumicolus
Eudorylas dumicolus är en tvåvingeart som först beskrevs av Hardy 1962.  Eudorylas dumicolus ingår i släktet Eudorylas och familjen ögonflugor.
Artens utbredningsområde är Colombia. Inga underarter finns listade i Catalogue of Life.